# Nadia Santos
Nadia Santos este un personaj fictiv din serialul de televiziune Alias, jucată de Mía Maestro.

## Biografie
Introdusă aproape de sfârșitul sezonului 3, Nadia este fiica care a rezultat din aventura dintre Irina Derevko și Arvin Sloane. Ea este sora vitregă a lui Sydney Bristow. După spusele Katyei Derevko, sora Irinei, Nadia s-a născut într-o închisoare sovietică și apoi a fost luată de la Irina. Numită de sovietici "Pasagerul", fiind legătura directă cu Milo Rambaldi, Nadia și-a petrecut primii ani ai vieții ei ca subiectul unui experiment, care includea injectarea cu fluidul lui Rambaldi care îi permitea să intre într-un fel de transă și să scrie o formulă.
Potrivit Elenei Derevko (care era deghizată în Sophia Vargas), tatăl lui Michael Vaughn, Bill, a răpit-o pe Nadia din mâinile sovieticilor și a lăsat-o Sofiei. Dar, totuși, acest fapt nu se împacă cu perioada în care a trăit Bill Vaughn. Bill a fost omorât de către Irina Derevko în 1979. Deoarece Sydney s-a născut în 1975, iar Irina l-a părăsit pe Jack Bristow în 1981, Nadia trebuie să se fi născut în 1982, trei ani după moartea lui Bill Vaughn.
Trecând peste împrejurările în care a ajuns, Nadia a crescut într-un orfelinat din Argentina, sub ocrotirea Elenei/Sophiei. După ce a fost atacată de un bărbat într-o noapte, Nadia a fugit și și-a petrecut adolescența pe străzi, săvârșind cam 130 de acte criminale, printre care furturi și diverse atacuri. La vârsta de 17 sau 18 ani ea a fost capturată de către poliție. Roberto Fox, un agent al Serviciilor de Informațiian Argentiniene, a fost impresionat de aptitudinile ei și a recrutat-o într-o divizie a serviciilor secrete (SIDE). Ea și-a petrecut următorii ani fiind antrenată ca spion. Pe parcursul acestei perioade, ea a avut o relație cu Roberto.
În realitate, Fox nu era un agent al serviciilor agentiniene, ci lucra din propriile lui interese, fapt pe care Nadia l-a descoperit într-o misiune de a obține câteva decumente secrete, în timpul căreia un coleg a fost omorât. Nadia a mai descoperit că acele documente erau, de fapt, de la guvernul Argentinei. Pentru această trădare, ea l-a împușcat și omorât pe Roberto Fox, după ce s-a întors din misiune. Totuși, din motive necunoscute, vina pentru această crimă cade asupra lui César Martinez, un alt agent, care, la fel ca și Nadia, a fost recrutat de pe străzi. După aceste evenimente, Nadia a început să lucreze pentru adevăratele servicii secrete argentiniene, în timp ce Martinez, folosindu-se de "crima săvârșită", și-a creat o reputație printre organizațiile criminale. 
Nadia și-a întâlnit, pentru prima dată, sora vitregă, Sydney, în ce se afla sub acoperire, dându-se drept o femeie catatonică într-o tabără cecenă. Ea era căutată de către tatăl ei, Sloane, care dorea să se folosească de legătura ei cu Rambaldi, pentru a localiza Sfera Vieții -un obiect creat de către Rambaldi. Sloane o capturează și o injectează pe Nadia cu același lichid al lui Rambaldi, cu care a fost injectată și în copilărie. Acest lichid o determină să scrie o ecuație complexă, care, odată rezolvată, va dezvălui coordonatele locației Sferei Vieții. Sydney, Vaughn și o echipă CIA o recuperează pe Nadia. Mai târziu, Sloane o își convinge fiica să îl însoțească în căutarea obiectului lui Rambaldi. Nadia îi dezvăluie faptul că, atunci când efectul lichidului începea să dispară, ea a avut momente de luciditate, în care a schimbat ecuația, pentru a fi singura persoană care cunoaște adevărata locație a Sferei.
Între sezoanele 3 și 4 -precum este arătat mai târziu în unele secvențe-, Nadia și Sloane găsesc Sfera Vieții în Siena. Văzând nebunia de care Sloane dă dovadă pe măsură ce se apropie de obiect, și, după ce a avut o viziune apocaliptică în urma atingerii Sferei, Nadia refuză să îi dea Sfera tatălui ei. Sloane încearcă să recupereze el însuși Sfera, dar nu reușește și este grav rănit. Nadia îi salvează viața, iar apoi dăruiește Sfera DCS-ului, din cadrul CIA.
La începutul sezonului 4, Nadia, nefiind într-o relație bună cu tatăl ei, se întoarce în Argentina pentru a avea parte de o viață liniștită. După ce ajută nouă echipă formată, APO, la salvarea lui Sydney, ea acceptă un post în cadrul organizației, care reprezintă o divizie secretă a CIA. După ce Sydney o anunță de moartea mamei sale, Nadia jură să îl ucidă pe cel care a omorât-o pe Irina - Nadia nu știa că Jack a omorât-o pe "Irina", pentru a o proteja pe Sydney (mai târziu se descoperă faptul că Jack a omorât, de fapt, o dublură a Irinei).
Jack o convinge pe Nadia că Irina a fost ucisă de către Martin Bishop, un hoț cu legături teroriste, care a luat-o ca și prizonieră pe Sydney, într-o misiune APO. Nadia l-a împușcat pe Bishop, pentru a-i salva viața lui Sydney, iar apoi a continuat să tragă cu gloanțe în el până când nu a mai avut muniție. 
Nadia a devenit din ce în ce mai interesată de mama ei, fapt ce a determinat crearea unei legături între ea și Jack. Pe parcursul sezonului 4, Nadia a fost implicată într-o relație romantică cu unul dintre colegii de la APO, Eric Weiss.
Nadia este îngrijorată din cauza unui vis în care ea și Sydney se luptă până la moarte. În sezonul 4, ea este împușcată de Anna Espinosa și lăsată într-o comă provocată de către doctori pentru mai multe zile, pentru a-și reveni în totalitate. Datorită tatălui ei, s-a evitat o a doua încercare de asasinare, în spital. În ciuda sfaturilor medicale, Jack o trezește din comă, cu scopul de a obține informații vitale despre locația unei bombe furate de Anna; deși Nadia supraviețuiește intervenției lui Jack, acest lucru i-a provocat nemulțumirea lui Sloane.
În misiunea de a o opri pe Elena Derevko de a-și duce la capăt planul, care presupunea activarea unui uriaș dispozitiv Mueller deasupra Rusiei, Nadia este injectată cu apă infectată -ceea ce o determină să încerce să își omoare sora. Nadia aproape că o omoară pe Sydney, dar este împușcată de către tatăl ei. Ea supraviețuiește împușcăturii și se află în comă, în timp ce doctorii caută un antidot pentru boala ei. 
Personajul nu apare regulat la începutul sezonului 5, deși căutarea antidotului este arătată ca principala motivație pentru faptele lui Sloane. Nadia este arătată ca fiind în comă la sfârșitul episodului "Solo". Într-un alt episod, Nadia s-a trezit din comă pentru o scurtă perioadă, datorită intervenției Prophet Five, organizația asigurându-se astfel de ajutorul neîntrerupt al lui Sloane.
În episodul "30 Seconds", Nadia este readusă definitiv la viață, când Sloane îi adiministrează un antidot creat de Rambaldi. Dar, ca acesta să funcționeze, Sloane trebuia să o omoare prima dată, iar după 30 de secunde să-i fie administrat antidotul (Sloane, neavând încotro, o omoară pe Nadia prin sufocare). După externare, Nadia se reîntoarce să locuiască cu Sydney și se luptă cu sentimentele către tatăl ei. La sfârșitul episodului, ea își dă seama că Sloane era încă obsedat de Rambaldi, atunci când vede Pagina 47 ascunsă în biroul lui. Când ea încearcă să distrugă pagina, Sloane, printr-o mișcare rapidă, o împinge pe o masă de sticlă. Un ciob de sticlă îi străpunge gâtul, iar Nadia moare. 
Nadia a mai apărut și după aceea, ca o fantomă care îl bântuie pe Sloane în perioada în care aceasta încerca să își atingă scopul final. Când Sloane o întreabă de ce îl bântuie, ea îi răspunde că face acest lucru deoarece este ceea ce el dorește. În finalul serialului, când Sloane rămâne blocat în mormântul lui Rambaldi, chiar și fantoma Nadiei îl abandonează. 
Nadia a vorbit engleză, portugheză, spaniolă, rusă și germană pe parcursul misiunilor ei. 